# Magnus Sjöberg
Magnus Sjöberg, właśc. Karl Gustaf Magnus Sjöberg (ur. 26 września 1927 w Klinte w Gotlandii, zm. 29 grudnia 2024) – szwedzki prawnik, Prokurator Generalny Królestwa Szwecji w latach 1978–1989.